# Højmose
Højmose betegner et klimaksstadium i mosens succession. Det opstår, når en række betingelser er opfyldt:
- kølige somre
- intet overskud af kalk
- mangel på biologisk brugbart kvælstof
- vanskelig afdræning
- stort nedbørsoverskud

Når disse forhold opstår, vil flere arter af tørvemos (Sphagnum sp.) etablere sig i de vådeste huller. Med årene vil nye generationer i vådområdet derefter sætte sig fast oven på de døde, ældre planter. Da mosserne kan hæve vand op til 30 cm fra underlaget, vil de med andre ord hæve vandstanden dér, hvor de trives. På den måde når mosen efterhånden op over niveauet i den lavmose, hvor det hele begyndte.
Fra det øjeblik er adgangen til opløste salte meget begrænset, og da kalkmangelen bliver stadig mere udtalt, ændres mosens miljø radikalt.
Den etablerede højmose er kendetegnet ved at være mineralfattig, sur og artsfattig. Bunden er næsten umulig at færdes i, da de tykke lag af levende og døde Sphagnum-planter er meget bløde og eftergivende. Omsætningen af de døde planter går efterhånden i stå på grund af iltmangel, kulde, kalk- og kvælstofmangel og syredannelse fra humificering af de ældste planter. Derfor bliver højmosen et miljø, hvor organisk materiale bevares, mens uorganisk stof (og da især metal) forvitrer til ukendelighed. Det er baggrunden for de mange mosefund fra Danmarks oldtid. Her har man kunnet finde konserverede mennesker med velbevaret tøj, hud og hår.
Højmosen er et meget interessant levested. Vegetationen er tvunget til at affinde sig med de magre vilkår, men til gengæld er konkurrencetrykket ikke særlig hårdt, og der er rigelig adgang til planternes vigtigste livsbetingelse: sollys. Nedenfor følger en liste over vegetationen i en dansk højmose:

## Træarter
- Dunbirk (Betula pubescens)
- Skovfyr (Pinus sylvestris)
- Stilkeg (Quercus robur)

## Buske
- Almindelig ene (Juniperus communis)
- Mosepors (Myrica gale)
- Tørst (Frangula alnus)
- Krybende pil (Salix repens)
- Hedelyng (Calluna vulgaris)
- Klokkelyng (Erica tetralix)
- Almindelig rosmarinlyng (Andromeda polifolia)
- Mosepost (Rhododendron tomentosum)

## Græsser (og græslignende)
- Blåtop (Molinia caerulea)
- Mosebunke (Deschampsia caespitosa)
- Tuekæruld (Eriophorum vaginatum)

## Stauder
- Tormentil (Potentilla erecta)
- Kragefod (Comarum palustris)
- Hvid næbfrø (Rhynchospora alba)
- Multebær (Rubus chamaemorus)
- Djævelsbid (Succisa pratensis)
- Almindelig tranebær (Vaccinium oxycoccus)

## Mosser
- Sphagnum cuspidatum
- Rundbladet tørvemos (Sphagnum magellanicum)

## Svampe
- Mosehjelmhat (Galerina paludosa)
- Tørvemosvokshat (Hygrocybe coccineocrenata) – indikatorart for værdifulde lokaliteter
- Tørvemosnavlehat (Omphalina sphagnicola)
- Tørvemosgråblad (Tephrocybe palustre)

## Sommerfugle i højmosen
- Mosehøsommerfugl
- Citronsommerfugl (forudsat at mosen har en vegetation med Tørst (Frangula alnus))
- Dagpåfugleøje
- Moseperlemorsommerfugl
- Hedepletvinge
- Moserandøje
- Grøn busksommerfugl
- Ensianblåfugl
- Bølleblåfugl
- Argusblåfugl
- Foranderlig blåfugl

Sammenlign eventuelt med vegetationslisten fra en tjekkisk højmose: I naturreservatet Rašeliniště Skřítek, som ligger i Šumperk distriktet i den nordøstlige del af Tjekkiet nær græsnsen til Polen, er der store højmoserområder. Her vokser arten sammen med bl.a. Aconitum callibotryon (en art af stormhat), almindelig blåtop, almindelig star, bjergfyr, blå sumpstjerne, Crepis mollis (en art af høgeskæg), dunbirk (underarten B.p. ssp. Carpatica), engnellikerod, grå star, hirsestar, hjertebladet fliglæbe, hvid flodblad, næbstar, tuekæruld, tørvemos (flere arter), ægbladet fliglæbe og østrigsk gemserod)

## Menneskers brug af højmosen
Det berettes, at Københavns brændselsforsyning endnu ind i 1800-tallet bestod af tørv, som gravedes i moser i Nordsjælland, og som bønderne kørte til byen og falbød i gaderne (de råbte "Tørre! Tørre!"). Og allerede i 1800-tallet stod det klart at tørv blev udvundet fra højmoserne langt hurtigere end den kunne regenereres. Geologerne var interesserede i spørgsmålet om det tempo, hvori moserne kunne gendanne tørven efter at en del af den var blevet fjernet, og i 1844 blev Gammelmosen ved Gladsaxe (København) fredet ved kongelig forordning netop for at man skulle kunne udforske tørvens naturlige gendannelse. Dette var Danmarks første landskabsfredning.
Under begge verdenskrige blev energiforsyningen igen afhængig af tørvegravning, i hvert fald til husholdningernes brug, så der blev skrællet ivrigt af moserne. Ét af de store problemer ved tørvegravningen var, at man først skulle gennem et ret tykt lag uegnet materiale, som man hånligt kaldte "hundekød". Det er det endnu ikke helt omsatte Tørvemos (Sphagnum). Trævlet og luftigt, som det er, kunne man kun finde på at bruge det som isoleringsmateriale.
Da manglen på kul og olie hørte op, blev tørvegravningen urentabel, og man stod tilbage med et stort produktionsapparat og enorme mængder af "hundekød". Da kom nogen på, at affaldet måtte kunne bruges til jordforbedring i haverne og senere til opbygning af surbundsbede.
På den måde opstod sphagnum som handelsvare, og udnyttelsen af højmoserne kunne fortsætte.
I Danmark og en række andre vesteuropæiske lande stod det efter 2. verdenskrig klart at højmoserne var truet af fuldstændig udryddelse, og mange højmoser er i dag fredede og udvindingen af spaghnum er underlagt statslig kontrol. I en række øst-europæiske lande (og Sverige) er dette derimod endnu ikke tilfældet. Her er fortsat betydelige højmose-områder og disse betragtes som en mere eller mindre ubegrænset ressource, hvorfor udvinding fortsat pågår i et tempo der er langt hurtigere end den naturlige regenerering.
Afhængig af geologiske og klimatiske forhold tager det fra flere hundrede til flere tusinde år for en højmose at regenerere, men i mange tilfælde er det slet ikke muligt fordi de klimatiske forhold nu er for forskellige fra dengang højmosen oprindelig blev dannet. I mange lande – herunder Danmark – er højmoser også truet delvis af naturlig degeneration, da birk og fyr ofte indfinder sig i de tørrere dele af højmosen der således langsomt omdannes til skov. Hvor Danmark i dag har få egentlige højmoser, er der stadig en del "skovbevokset tørvemose" rundt omkring.

## Note
1. ↑  Wikipedia cz: Rašeliniště Skřítek – grundig artikel om geologi, flora og fauna i området (tjekkisk)